# Paul Larue

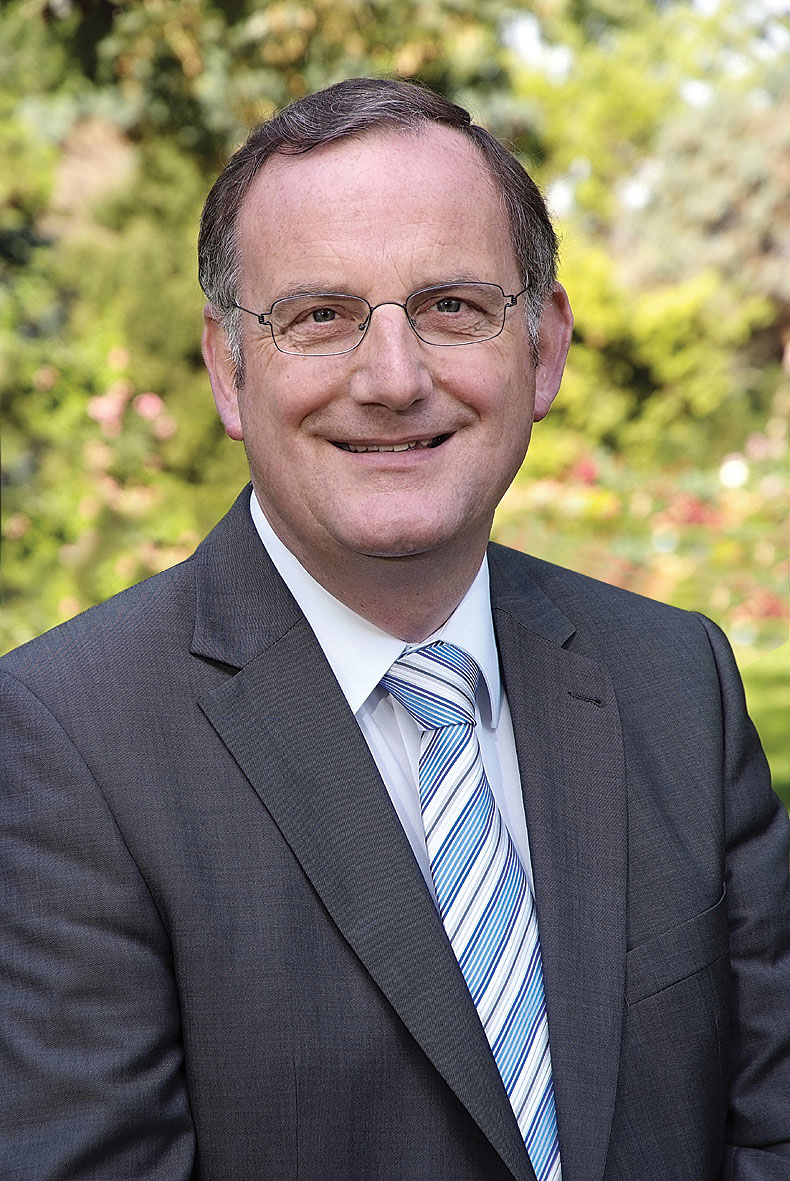
Paul Larue

Paul Larue (* 28. März 1956 in Niederau) ist ein ehemaliger deutscher Politiker (CDU). Von 1999 bis 2020 war er Bürgermeister der Stadt Düren in Nordrhein-Westfalen. Außerdem ist er in verschiedenen Funktionen beim Deutschen Städtetag aktiv.

## Ausbildung und frühe Tätigkeiten
Larue erreichte 1975 am Gymnasium am Wirteltor Düren sein Abitur. Anschließend absolvierte er an der Universität zu Köln und der Rheinischen Friedrich-Wilhelms-Universität Bonn ein Studium mit den Fächern Geschichte, katholische Theologie und Erziehungswissenschaft. Sein Staatsexamen legte er in Köln ab. Anschließend leitete er 15 Jahre lang das Katholische Bildungswerk der Region Düren im Bistum Aachen.

## Politischer Werdegang
Nach dem Abitur trat Larue in die CDU ein. 1984 wurde er sachkundiger Bürger im Jugendwohlfahrtsausschuss der Stadt Düren. 1989 wurde er in den Dürener Stadtrat gewählt. Von 1994 bis 1999 war er Vorsitzender der CDU-Stadtratsfraktion.
Larue wurde am 26. September 1999 erstmals zum hauptamtlichen Bürgermeister seiner Heimatstadt gewählt. Damals setzte er sich in einer Stichwahl mit 54,64 % der Stimmen gegen seinen Vorgänger Josef Vosen (SPD) durch. Bei der Kommunalwahl am 26. September 2004 stellte er sich erneut zur Wahl und erhielt 60,19 % der Stimmen, womit er seinen Posten gegen Barthel Labenz (SPD) und vier weitere Kandidaten verteidigte. Mit der Kommunalwahl 2009 am 30. August 2009, bei der er sich mit 62,73 % der Stimmen gegen Henner Schmidt (SPD) und Verena Schloemer (Grüne) durchsetzte, begann Larues dritte Amtszeit als Dürener Bürgermeister. Zuletzt setzte er sich bei der Wahl am 13. September 2015 mit 64 % der Stimmen (bei rund 36 % Wahlbeteiligung) gegen Elisabeth Koschorreck („Ampel plus“) und Bernd Essler (AfD) durch.
Am 1. Oktober 2019 erklärte Larue, dass er nach 20 Jahren Amtszeit bei der Kommunalwahl am 13. September 2020 nicht mehr antritt. Zu seinem Nachfolger wurde Frank Peter Ullrich gewählt.

## Weitere Ämter
Larue wurde 2008 bei der Mitgliederversammlung in Wuppertal in den Vorstand des Städtetages Nordrhein-Westfalen gewählt. Von diesem Gremium wurde er im September 2014 in den Hauptausschuss des Deutschen Städtetages entsandt. Bei seiner Tagung in Hamburg am 26. September 2015 wählte der Hauptausschuss des Deutschen Städtetages den Dürener Bürgermeister in das Präsidium und damit in das höchste Gremium des kommunalen Spitzenverbandes. In Pirna wurde Larue im September 2018 zum Vorsitzenden des Ausschusses für Mittlere Städte des Deutschen Städtetages gewählt.
Larue übte außerdem weitere Ämter in städtischen Einrichtungen und Vereinen wie dem Heinrich-Böll-Haus Langenbroich e. V. aus.

## Auszeichnungen
Im August 2020 wurde Larue mit dem Ehrenring von Dürens österreichischer Partnergemeinde Altmünster ausgezeichnet. Kurz vor dem Ende seiner Amtszeit als Bürgermeister wurde er Ende Oktober 2020 zum Ehrenbürger der bosnischen Partnerstadt Gradačac ernannt. Am 3. Dezember 2021 verlieh ihm der Rat der Stadt Düren nach vorausgegangenem einstimmigem Beschluss das Ehrenbürgerrecht der Stadt Düren. Der RSGV zeichnete Larue im Oktober 2022 mit der Dr.-Johann-Christian-Eberle-Medaille aus.

## Privates
Larue ist seit 1979 verheiratet. Er hat drei Kinder sowie vier Enkelkinder.

## Werke
- Paul Larue, Schloss Burgau und seine Geschichte, 1981, herausgegeben von der St. Cyriakus-Schützenbruderschaft Niederau-Krauthausen